# Quinto Vercellese
Quinto Vercellese er en italiensk by (og kommune) i regionen Piemonte i Italien, med omkring 384(2023) indbyggere.  